# Trichoncus uncinatus
Trichoncus uncinatus is een spinnensoort in de taxonomische indeling van de hangmatspinnen (Linyphiidae).
Het dier behoort tot het geslacht Trichoncus. De wetenschappelijke naam van de soort werd voor het eerst geldig gepubliceerd in 1965 door J. Denis.